# Quận Oscoda, Michigan
Quận Oscoda một quận thuộc tiểu bang Michigan, Hoa Kỳ. Quận lỵ đóng ở Mio. Theo điều tra dân số năm 2000 của Cục điều tra dân số Hoa Kỳ năm 2000, quận có dân số 9.418 người.

## Địa lý
Theo Cục điều tra dân số Hoa Kỳ, quận có diện tích 1.480 km2, trong đó có 17 km2 là diện tích mặt nước.